# 幻の本塁打一覧
幻の本塁打一覧（まぼろしのほんるいだいちらん）では、プロ野球、オリンピックやワールド・ベースボール・クラシックなど野球の国際試合において、ノーゲーム（5回終了に至らずに記録が全部無効になった場合）を除いた正式な記録として残った試合で、フェンス越え本塁打を打ちながらそれが認められなかった事例及びそれに近い打球を放ちながら観客の妨害により本塁打と判断されなかった事例を列挙する。チーム名（選手所属先と対戦相手）はいずれも試合当時の名称。
なお、公認野球規則3・16によると「観客の妨害があったときは、妨害と同時にボールデッドとなり、審判員はもし妨害がなかったら競技はどのような状態になったかを判断し、ボールデッド後の処置をとる」とされている。

## 一覧

### 日本
| 選手名              | 球団       | 試合日         | 対戦相手      | 球場              | 備考 |
| ------------------- | ---------- | -------------- | ------------- | ----------------- | --- |
| 櫟信平              | 東急       | 1949年4月13日  | 阪神          | 西宮              | 櫟の打球がフェンス天辺に当たってフィールドに跳ね返ったことを審判団が確認したうえで本塁打と認めたが、連盟提訴の結果規則解釈の誤りとされ無効試合となったため後日取り消し。 ※試合自体が無効となったため参考記録。 |
| 山川喜作            | 巨人       | 1949年4月27日  | 大映          | 富山              | 7回表降雨コールドゲームのため当時の規定により7回表の本塁打が取り消し。 ※現在はコールドゲームになった場合でも一部を除き記録は認められる。 |
| 駒田桂二            | 阪神       | 1951年7月25日  | 松竹          | 大阪              | 投球がボークだったため取り消し。記録は1ボール。 ※現在はボークの場合でも本塁打は認められる。 |
| 杉山悟              | 中日       | 1954年7月25日  | 阪神          | 大阪              | 10回裏に放棄試合のため当時の規定により10回表の本塁打が取り消し。 ※現在は放棄試合になった場合でも一部を除き記録は認められる。 |
| 穴吹義雄            | 南海       | 1957年4月11日  | 大映          | 後楽園            | 一塁走者追い越しにより取り消し。記録は2点単打。 |
| 長嶋茂雄            | 巨人       | 1958年9月19日  | 広島          | 後楽園            | 一塁空過をアピールされ取り消し。記録は投ゴロ。ルーキーイヤーだった長嶋は結局この年に29本塁打を記録し、取り消されなければ現在でも史上唯一となるルーキーによるトリプルスリー達成だった。 |
| 柳田利夫            | 大毎       | 1961年10月14日 | 西鉄          | 後楽園            | 一塁走者追い越しにより取り消し。記録は単打、打点2。 |
| マーシャル          | 中日       | 1964年6月17日  | 巨人          | 後楽園            | 左翼手が捕球寸前に左翼側スタンドのファンが身を乗り出しこの打球を取った。左翼線審が「ファンが取らなければ捕球できた」としてアウトの宣告。 |
| 星山晋徳            | サンケイ   | 1965年6月24日  | 広島          | 神宮              | 一塁走者追い越しにより取り消し。記録は単打、打点2。 |
| ロイ                | 西鉄       | 1965年10月10日 | 東京          | 東京              | 一塁走者追い越しにより取り消し。記録は単打、打点2。 |
| 近藤和彦            | 大洋       | 1966年5月10日  | 阪神          | 川崎              | 打つ前にタイムがかかっていたため取り消し。取り消されなければ3者連続本塁打かつサヨナラ本塁打だった。 |
| 白仁天              | 東映       | 1967年7月19日  | 近鉄          | 後楽園            | 一塁走者追い越しにより取り消し。記録は単打、打点2。取り消されなければサヨナラ本塁打だった。 |
| 高田繁              | 巨人       | 1971年6月10日  | 広島          | 後楽園            | 左翼手が捕球寸前に左翼側スタンドの観客が手を伸ばして取ったため、審判団の判断によりアウトとなった。 |
| 村上公康            | ロッテ     | 1975年6月1日   | 太平洋        | 川崎              | 打つ前にタイムがかかっていたため取り消し。 |
| 行沢久隆            | 日本ハム   | 1976年4月29日  | 近鉄          | 後楽園            | 一塁走者追い越しにより取り消し。記録は単打、打点3。自身にとってプロ入り初安打であり、取り消されなければプロ入り初本塁打かつ満塁本塁打だった。 |
| ギャレット          | 中日       | 1979年5月24日  | 大洋          | ナゴヤ            | 一塁走者追い越しにより取り消し。記録は単打、打点1。 |
| ガードナー          | 広島       | 1981年7月19日  | 大洋          | 横浜              | 本塁空過をアピールされ取り消し。記録は三塁打、打点2。 |
| 簑田浩二            | 阪急       | 1984年7月19日  | 西武          | 西武              | 勝ち越し本塁打の直後にコールドゲーム宣告。規定により取り消し。 |
| ホーナー            | ヤクルト   | 1987年8月9日   | 阪神          | 平和台            | 同点本塁打の直後にコールドゲーム宣告。規定により取り消し。 |
| 新庄剛志            | 阪神       | 1995年6月20日  | 横浜          | 横浜              | 1点を追う9回表、無走者で同点本塁打と思われた大飛球を打ち上げるも、応援団が外野スタンドで振っていた自身の名前が書かれた応援旗に着弾（この時応援団員が振っていた旗はフェンスを越えてグラウンドレベルに達していた）、旗に包まれたボールはグラウンドに落下。規則に基づき、審判団の判断により二塁打となった。 |
| ディアス            | 広島       | 1999年9月14日  | ヤクルト      | 広島市民          | 一塁走者追い越しにより取り消し。一塁走者・新井貴浩はディアスの打球を左翼手に捕球されたと勘違いし帰塁しようとしたため、長打と確信して全速力で走ってきたディアスが追い越してしまった。ディアスの本塁打は取り消されたが、一死であったため新井の得点は認められた。記録は単打、打点1。 |
| SHINJO （新庄剛志） | 日本ハム   | 2004年4月17日  | ロッテ        | 東京ドーム        | 右翼側スタンドに打球を運んだが、最前列の観客がフェンスから身を乗り出して捕球したため、規則に基づき、審判団の判断により二塁打となった。 |
| SHINJO （新庄剛志） | 日本ハム   | 2004年9月20日  | ダイエー      | 札幌ドーム        | 一塁走者追い越しにより取り消し。9回裏二死満塁、12-12の同点の場面でSHINJOのサヨナラ満塁本塁打となるはずの打球を見届け、共に喜び合おうと一・二塁間で待っていた一塁走者・田中幸雄と抱き合ったあとその場で一回転したのが「走者追い越し」と判定された。三塁走者・奈良原浩は既に本塁に達していたので奈良原の得点は認められたが、SHINJOの本塁打が取り消されており、かつ奈良原はサヨナラの得点となる走者であるから他の走者の得点は認められず、記録は単打、打点1。サヨナラ本塁打が取り消されたのは3例目だが、そのままサヨナラゲームが成立したのは初。 |
| 李承燁              | 巨人       | 2006年6月11日  | ロッテ        | 千葉              | 一塁走者の三塁空過をアピールされ取り消し。李は右翼側スタンドに打球を運んだが、プレイ再開後にロッテ・今江敏晃三塁手のアピールにより、一塁走者・小関竜也の三塁空過が認められた。二死だったため李の得点は認められず、小関は二塁には達しているので李の記録は単打。打者でない走者の空過により本塁打が取り消しとなった例は初めて。これに対し巨人は「小関は完全に三塁ベースを踏んでおり、明らかな誤審」と主張し、球団代表の清武英利は後日、セントラル・リーグに抗議文を提出した。 |
| 奈良原浩            | 中日       | 2006年9月19日  | 横浜          | 横浜              | 6回表・先頭打者として代打で登場。右翼側スタンドに打球を運んだが、観客がフェンスから身を乗り出して捕球したため、規則に基づき、審判団の判断により二塁打となった。 |
| ラミレス            | 巨人       | 2008年5月7日   | 阪神          | 東京ドーム        | 7回裏、一死一塁二塁の場面で左翼側スタンドのギリギリの位置に飛ばしたが、観客が差し出した手に触れて下に落ちたため、規則に基づき、審判団の判断により二塁打となった。 |
| 小谷野栄一          | 日本ハム   | 2010年9月15日  | 楽天          | 札幌ドーム        | 5回裏、一死二塁の場面。左翼席の観客がフェンス際で手を伸ばし捕球した。規則に基づき、審判団の判断により二塁打となった。 |
| 坂本勇人            | 巨人       | 2014年4月19日  | 中日          | 東京ドーム        | 6回裏、一死の場面。バックスクリーン左に飛ばした打球が観客の手に触れ、そのままスタンドに入る。ビデオ判定による審議の後、規則に基づき、審判団の判断により二塁打となった。 |
| 田中広輔            | 広島       | 2015年9月12日  | 阪神          | 甲子園            | 延長12回表、田中の打った打球が外野フェンスのいずれかに当たってグラウンドに跳ね返り、一旦インプレーとして処理され三塁打となった。ビデオ判定も行われたが判定は覆らなかった。しかし後日改めて映像を確認した結果、金網フェンス中腹のスタンド側に忍び返しとして張られていたワイヤーに当たって戻ってきたことが判明、ビデオ判定での誤審が導入後初めて認められた。試合が成立しているため判定変更はしなかった。 |
| マレーロ            | オリックス | 2017年6月9日   | 中日          | 京セラ ドーム大阪 | 5回裏、無死一塁の場面。一度は本塁打と認定される打球を放つも、本人が生還直前にバファローベルとの接触で走路を外れ、そのまま本塁を空過。これをアピールされ取り消し。記録は三塁打、打点1。なおマレーロは当日に出場登録されたばかりで、取り消されなければNPBでの初本塁打であった（なお、翌10日に正規にNPB初本塁打を放ったが、この時はホームインする際、両足で踏んでいる）。 |
| 坂本勇人            | 巨人       | 2023年8月13日  | DeNA          | 東京ドーム        | 4回裏、先頭打者の場面。3球目に放った左中間への大飛球は、2014年の事例と同様に最前列にいたファンが手すりを超えて捕球を試みたが、捕り損ねてボールはフィールドに落下した。なお、この時点で「オーバーフェンスではなかった」として二塁打と判定されたが、巨人の原監督からのリクエスト要求がありビデオ判定を行うも覆ることはなかった。ただ、ビデオ判定直後の審判による場内へのアナウンスでは「観客の妨害により本塁打が二塁打に変更された」とも解釈できるような説明がなされたこともあり、試合翌日の14日にNPBはこの件で詫びを入れるとともに、ファンに対し観戦時にはインフィールド内に手を差し出す行為を慎むよう異例の「お願い」を出した。                                                                                           |
| 川越誠司            | 中日       | 2025年5月27日  | ヤクルト      | 神宮              | 8回表、一死一塁の場面。1点ビハインドで迎えた中、川越が放った右翼ポール際への打球は逆転の2点本塁打となったかに見えたが、ファウルと判定された。中日・井上一樹監督からのリクエストでビデオ判定が行われたが、「ポールを巻いたという確証の持てる映像がなかった」として判定は覆らず、試合は中日が1点差で敗れた。翌28日に中日はNPBに対し、球場の解析用カメラ（通称「ホークアイ」）の画像を添えた抗議書をNPBに提出するが、「リクエストに対する抗議文は意見書と同様の扱いになる」と受け取られなかった。30日になりNPBは「独自に検証し本塁打たる映像を確認した。ただ、当時、審判団は精いっぱいの検証をしたことは受け止めてほしい」と説明、今後リプレイ検証の見直しを進めるとした。これを受けた中日は、以後は争わないとして落着した。 |
| 上田希由翔          | ロッテ     | 2025年7月17日  | ソフト バンク | 北九州            | 勝ち越し本塁打の後味方の攻撃終了前にコールドゲーム宣告。規定により取り消し。プロ初本塁打がコールドゲームにより取り消されたNPB史上初の事例。 |

NPB公式戦でない試合
| 選手名   | 球団 | 試合日       | 対戦相手 | 球場       | 備考 |
| -------- | ---- | ------------ | -------- | ---------- | --- |
| 山田哲人 | 日本 | 2017年3月7日 | キューバ | 東京ドーム | 2017WBC1次ラウンド・B組。4回裏二死二塁の場面で山田が左翼へ放った打球を、最前列にいた観客がグラブをはめた手をグラウンド側に伸ばし捕球する事態が発生した。一時は本塁打かと思われたが、ビデオ判定の実施による審議が行われた後、規則に基づき、審判団の判断により二塁打と判定された（これにより二塁走者松田宣浩の生還が認められ、日本に得点1が追加されている）。 |

### アメリカ
| 選手名                 | 球団                  | 試合日         | 対戦相手     | 球場                                          | 備考 |
| ---------------------- | --------------------- | -------------- | ------------ | --------------------------------------------- | --- |
| ルー・ゲーリッグ       | ヤンキース            | 1931年4月26日  | セネタース   | グリフィス・スタジアム                        | アウトと勘違いした一塁走者がダグアウトに向ってしまい、それを追い越し。記録上は三塁打。そのシーズン、ゲーリッグは46号でチームメイトのベーブ・ルースと本塁打王を一緒に獲得したが、この本塁打が認められていれば単独でHR王になっていた。 |
| マーク・マグワイア     | カージナルス          | 1998年9月20日  | ブルワーズ   | アトランタ・フルトン ・カウンティ・スタジアム | 1回表、左中間へ2点本塁打を放つもフェンスを越えて観客がボールをとったとして二塁打になる。この判定を行ったのはボブ・デービッドソン。マグワイアはサミー・ソーサとの最多本塁打記録対決中で66号になるはずだった。                         |
| ロビン・ベンチュラ     | メッツ                | 1999年10月17日 | ブレーブス   | シェイ・スタジアム                            | NLCS第5戦。延長15回裏、サヨナラ満塁本塁打であったがチームメイトにもみくちゃにされて一塁を過ぎたところで進塁をやめたため2点単打。通称、グランドスラム・シングル（Grand Slam Single）                                                  |
| ハビー・ロペス         | オリオールズ          | 2006年4月16日  | エンゼルス   | オリオール・パーク ・アット・カムデン・ヤーズ | 走者のミゲル・テハダは打球が捕球されたと思い込み後退したところを追い越し。記録は単打と打点1。 |
| カルロス・デルガド     | メッツ                | 2008年5月18日  | ヤンキース   | ヤンキー・スタジアム                          | 左翼に飛んだボールは一旦本塁打と判定させるも抗議を受け、ファウルに変更。だがボールにあった跡は本塁打を意味していた。試合後、審判のボブ・デービッドソンは判定を覆すべきでなかったと誤審を認めた。                                     |
| アレックス・ロドリゲス | ヤンキース            | 2008年5月21日  | オリオールズ | ヤンキー・スタジアム                          | 外野フェンスを越えていたが跳ね返ってきたボールを二塁打と判定。 |
| ジョシュ・ハミルトン   | レンジャーズ          | 2010年5月19日  | オリオールズ | レンジャーズ・ボールパーク                    | 左翼にスタンドインさせるもボールは跳ね返り、フェンスオーバーではない3点二塁打と判定される。試合後に審判が誤審を認める。 |
| J.T.リアルミュート     | マーリンズ            | 2016年5月9日   | ブルワーズ   | マーリンズ・パーク                            | 2回裏、一死一塁。中堅に放つも飛球と思い込んだマーセル・オズナが後退したところをリアルミュートが追い越す。ブルワーズの指摘の結果、本塁打取り消し。記録は単打と打点1。                                                                 |
| デベン・マレーロ       | ダイヤモンド バックス | 2018年4月14日  | ドジャース   | ドジャー・スタジアム                          | 4回一死、一塁二塁で左中間に運んだが、打球の方向を見るため一塁付近で立ち止まっていた前の走者のアレックス・アビラを追い越してしまい、リプレイ検証の結果、本塁打取り消し。記録上は2点単打。                                             |
| ホセ・アブレイユ       | ホワイト ソックス     | 2019年4月26日  | タイガース   | ギャランティード・レート・フィールド          | 7回裏、一死一塁三塁で左中間フェンス際へ打球を放つが、一塁走者のティム・アンダーソンが捕球に備えて一塁へ戻ったところを追い越した。リプレイ検証の結果、本塁打取り消し。記録は単打、打点2。                                             |

一時は本塁打が取り消されたが、後に覆った例
| 選手名             | 球団       | 試合日        | 対戦相手   | 球場                 | 備考 |
| ------------------ | ---------- | ------------- | ---------- | -------------------- | --- |
| ジョージ・ブレット | ロイヤルズ | 1983年7月24日 | ヤンキース | ヤンキー・スタジアム | パインタール事件。1点ビハインドの9回表二死一塁で右翼に逆転二点本塁打を放ったが、ヤンキースがブレットの使用したバットについて「松ヤニが規定の範囲を超えて塗られている」と異議を唱えると、審判が異議を認めて本塁打を取り消し。ブレットはアウトとなり、ロイヤルズは敗れた。しかし試合終了後にロイヤルズがこの裁定についてアメリカンリーグに提訴すると、アメリカンリーグはロイヤルズの主張を認め、ブレットの本塁打を有効であると裁定。本塁打で逆転した直後の9回表二死から再開するよう命じ、25日後の8月18日に試合が再開された。 |

### 台湾
| 選手名 | 球団     | 試合日        | 対戦相手     | 球場             | 備考 |
| ------ | -------- | ------------- | ------------ | ---------------- | --- |
| 許基宏 | 中信兄弟 | 2015年6月11日 | 義大ライノズ | 新荘体育場野球場 | 左方向にソロ本塁打を放つもホームベースを空過。記録上は三塁打。ベース空過による本塁打取り消しは中華職業棒球大聯盟（前身も含めて）史上初。 |

## その他の「幻の本塁打」
本項に記載されている以外にも、新聞記事等で以下のようなプレーが「幻の本塁打」と呼ばれることがある。本項では取り扱わない。
- 本塁打を放ったが、ノーゲーム等により試合が成立しなかった場合。
- 本塁打性の打球が結果としてファウルボールやスタンドに届かない打球となった場合。
- スタンドに届いたと思われたが、審判の裁定により本塁打と判定されなかった場合。一度本塁打と判定され、覆された場合も含む。
  - 試合後に誤審が認められた場合は除く。
- 狭い球場では本塁打になる程度の飛距離の打球を広い球場で放ち、スタンドに届かなかった場合。
- 外野フェンスを越えない打球で打者走者が一気に本塁まで還ってきたが、守備側の失策を含むなどの理由でランニング本塁打の記録とならなかった場合。
- ドーム球場で本塁打性の飛距離の打球を放つも、大きい角度で打球が上がったため天井に当たってしまい、スタンドに届かず捕球された場合。
  - 西武ドームではアレックス・カブレラがよく天井にボールを当てたことから、後にグラウンドルールが改正され外野部分の天井に当てた場合は認定本塁打となった（西武ドーム#屋根も参照）。

## 「長嶋茂雄の一塁空過事件」後日談
1958年の「長嶋茂雄の一塁空過事件」には3度にわたっての後日談がある（いずれもイニングは不明）。
- 事件翌年の1959年10月3日に行われた「西鉄×東映」戦（平和台球場）、西鉄の花井悠は右中間に本塁打を放つも、二塁ベースで一度立ち止まり、一旦二塁を踏んだ後、思い直して逆走、二塁から一塁と慎重に踏み直してから改めてダイヤモンドを一周しホームイン、その後のインタビューで花井は「途中で一塁を踏んでない様な気がして不安だったので、踏み直しに戻った。後で塁審に聞いたら踏んでなかったのこと」と冷や汗まじりで話した[40]。もし踏んでいなかったら長嶋に続く2人目となっていたところだった。
- 1964年と1971年には、その長嶋自身が三塁の踏み忘れを見破ってアピールアウトにしている[40]。
  - 1回目は1964年4月30日の「大洋×巨人」戦（川崎球場）、大洋・森徹の三塁空過を見破ってアピール[40]。
  - 2回目は1971年6月24日の「巨人×大洋」戦（後楽園球場）、今度は同じ大洋の飯塚佳寛の三塁空過を見破ってアピール[40]。